# 1865 Цербер
1865 Цербер — кам'янистий астероїд і навколоземний об'єкт групи Аполлонів діаметром приблизно 1,6 кілометра. Був відкритий 26 жовтня 1971 року чеським астрономом Любошем Когоутеком у Гамбурзькій обсерваторії (у той час приватна обсерваторія Бергедорфа), Німеччина, і отримав тимчасове позначення 1971 UA.

## Орбіта й класифікація
Цербер обертається навколо Сонця на відстані 0,6—1,6 а. о. Його орбітальний період становить 1 рік і 1 місяць (410 днів). Його орбіта має ексцентриситет 0,47 і нахил відносно екліптики 16°.
Цербер має мінімальну відстань перетину орбіти Землі 0,1567 а. о. (23 400 000 км), що відповідає 61 відстаней до Місяця. В інтервалі з 1900 по 2100 рік він 7 разів наближається до Землі на відстань менше 30 млн км — від 24,4 до 25,7 млн км. Крім того, він робить близькі проходи повз Марс і Венеру.

## Фізичні характеристики
Відповідно до спектральної класифікації астероїдів, Цербер є звичайним кам'янистим астероїдом типу S, який на 65 % складається з плагіоклазу та на 35 % — з піроксену. Його період обертання становить 6,804 години, альбедо 0,220 (геометричне). Максимальний діапазон кривої світла Цербера становить 2,3, це є ознакою того, що він може мати форму сигари, як 1I/Оумуамуа.

## Назва
Астероїд названий на честь Цербера (Кербера) — персонажа грецької міфології, багатоголового собаки, який охороняє браму Підземної країни тіней. Приборкання Цербера стало останнім і найважчим із 12 подвигів Геракла.
Крім того, Цербером називалося нині не існуюче сузір'я Цербера. Нині ділянка небесної сфери, яку воно займало, розташовано у східній частині Геркулеса.
Астероїд Цербер не слід плутати з Кербером, який є супутником карликової планети Плутон.
Центр малих планет опублікував офіційну заяву про присвоєння імені 20 грудня 1974 року (M.P.C. 3758).